# Tchoracochirus assamensis
Tchoracochirus assamensis – gatunek chrząszcza z rodziny kusakowatych i podrodziny Osoriinae.
Gatunek ten opisany został w 1930 roku przez Malcolma Camerona.
Ciało długości 5,5 mm. Gatunek bardzo podobny do T. variolosus, od którego różni się obecnością licznych, długich ząbków na krawędzi przedplecza i pokryw, które drugie są wyraźnie pomarszczone. Czułki smoliście czarne z jaśniejszymi wierzchołkami. Uda barwy czułków, a pozostała część odnóży rudoceglasata. Nasady segmentów odwłokowych delikatnie i gęsto punktowane.
Chrząszcz ten znany jest z indyjskich stanów Nagaland i Bengal Zachodni oraz z Bhutanu.